# Hertogdom Saksen-Merseburg
Het hertogdom Saksen-Merseburg was een van 1656 tot 1738 bestaand hertogdom binnen het Heilige Roomse Rijk
De deling van het keurvorstendom Saksen werd ingeleid door het testament van keurvorst Johan Georg I in 1652. Het testament was niet duidelijk, maar de militaire en politieke leiding moest bij de keurvorstelijke hoofdlinie blijven, terwijl de zijlinies eigen hofhoudingen konden gaan voeren. Enkele maanden na de dood van de keurvorst werd op 22 april 1657 vriend-broederlijke hoofdvergelijk gesloten, waardoor Christiaan I Saksen-Merseburg kreeg.
Na de dood van de laatste hertog Hendrik
in 1738 werd het gebied van het hertogdom herenigd met het keurvorstendom.

## Gebied
- Sticht Merseburg

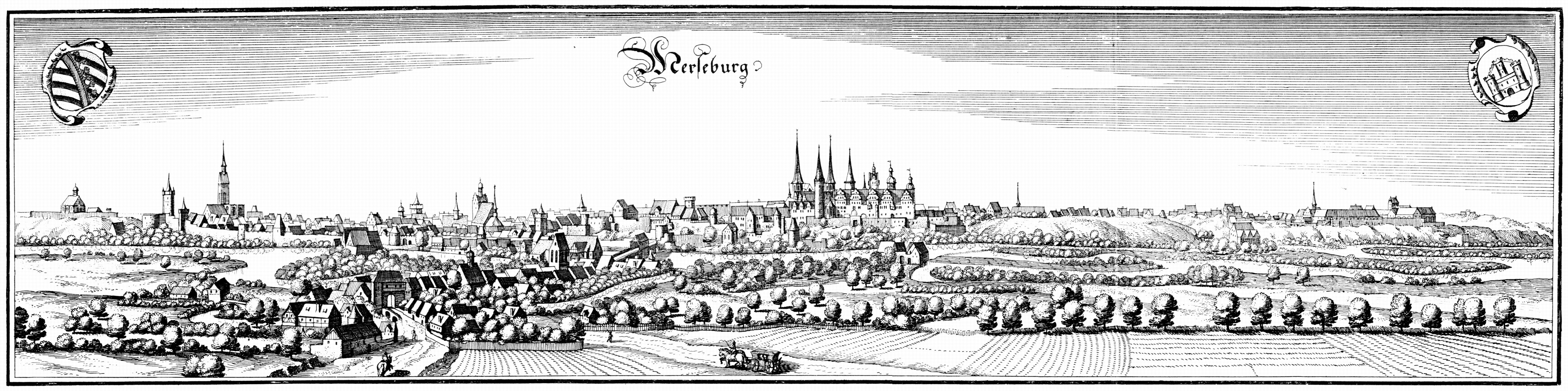
Merseburg, 1650

- markgraafschap Neder-Lausitz met de heerlijkheid Dobrilugk
- ambten Delitzsch en Zörbig in de Leipziger Kreis
- ambt Bitterfeld in de Kurkreis
- ambt Finsterwalde in de Meißnischer Kreis.

## Regenten
| regering  | naam           | geboren    | overleden  | familie                 |
| --------- | -------------- | ---------- | ---------- | ----------------------- |
| 1656-1691 | Christiaan I   | 27-10-1615 | 28-10-1691 | zoon van Johan Georg I  |
| 1691-1694 | Christiaan II  | 19-11-1653 | 20-10-1694 | zoon                    |
| 1694-1731 | Maurits Willem | 5-2-1688   | 31-4-1731  | zoon                    |
| 1731-1738 | Hendrik        | 2-9-1661   | 28-7-1738  | broer van Christiaan II |